# Grand Prix automobile de Belgique 1997
GP précédent GP suivant
Le Grand Prix automobile de Belgique 1997 (1997 Belgian Grand Prix), disputé sur le circuit de Spa-Francorchamps dans les Ardennes belges le 24 août 1997, est la 609e épreuve de l'histoire du championnat du monde de Formule 1 courue depuis 1950 et la douzième manche du championnat 1997.

## Résultats des qualifications

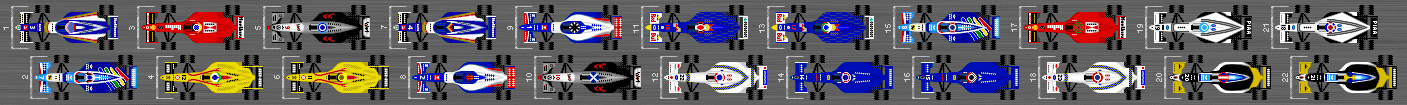
La grille de qualification du Grand Prix de Belgique 1997.

| Pos.                           | No | Pilote                | Écurie            | Temps    | Écart  | Tours |
| ------------------------------ | -- | --------------------- | ----------------- | -------- | ------ | ----- |
| 1                              | 3  | Jacques Villeneuve    | Williams-Renault  | 1:49.450 |        | 11    |
| 2                              | 7  | Jean Alesi            | Benetton-Renault  | 1:49.759 | +0.309 | 11    |
| 3                              | 5  | Michael Schumacher    | Ferrari           | 1:50.293 | +0.843 | 11    |
| 4                              | 12 | Giancarlo Fisichella  | Jordan-Peugeot    | 1:50.470 | +1.020 | 12    |
| 5                              | 9  | Mika Häkkinen         | McLaren-Mercedes  | 1:50.503 | +1.053 | 11    |
| 6                              | 11 | Ralf Schumacher       | Jordan-Peugeot    | 1:50.520 | +1.070 | 10    |
| 7                              | 4  | Heinz-Harald Frentzen | Williams-Renault  | 1:50.656 | +1.206 | 11    |
| 8                              | 2  | Pedro Diniz           | Arrows-Yamaha     | 1:50.853 | +1.403 | 12    |
| 9                              | 1  | Damon Hill            | Arrows-Yamaha     | 1:50.970 | +1.520 | 12    |
| 10                             | 10 | David Coulthard       | McLaren-Mercedes  | 1:51.410 | +1.960 | 9     |
| 11                             | 16 | Johnny Herbert        | Sauber-Petronas   | 1:51.725 | +2.275 | 11    |
| 12                             | 22 | Rubens Barrichello    | Stewart-Ford      | 1:51.916 | +2.466 | 12    |
| 13                             | 17 | Gianni Morbidelli     | Sauber-Petronas   | 1:52.094 | +2.644 | 7     |
| 14                             | 14 | Jarno Trulli          | Prost-Mugen-Honda | 1:52.274 | +2.824 | 12    |
| 15                             | 8  | Gerhard Berger        | Benetton-Renault  | 1:52.391 | +2.941 | 11    |
| 16                             | 15 | Shinji Nakano         | Prost-Mugen-Honda | 1:52.749 | +3.299 | 11    |
| 17                             | 6  | Eddie Irvine          | Ferrari           | 1:52.793 | +3.343 | 11    |
| 18                             | 23 | Jan Magnussen         | Stewart-Ford      | 1:52.886 | +3.436 | 11    |
| 19                             | 19 | Mika Salo             | Tyrrell-Ford      | 1:52.897 | +3.447 | 11    |
| 20                             | 20 | Ukyo Katayama         | Minardi-Hart      | 1:53.544 | +4.094 | 10    |
| 21                             | 18 | Jos Verstappen        | Tyrrell-Ford      | 1:53.725 | +4.275 | 7     |
| 22                             | 21 | Tarso Marques         | Minardi-Hart      | 1:54.505 | +5.055 | 12    |
| Règle des 107% (en) : 1:57.112 |    |                       |                   |          |        |       |

## Classement
| Pos. | No | Pilote                | Écurie            | Tours | Temps/Abandon                      | Grille | Points |
| ---- | -- | --------------------- | ----------------- | ----- | ---------------------------------- | ------ | ------ |
| 1    | 5  | Michael Schumacher    | Ferrari           | 44    | 1 h 33 min 46 s 717 (196,131 km/h) | 3      | 10     |
| 2    | 12 | Giancarlo Fisichella  | Jordan-Peugeot    | 44    | + 26 s 753                         | 4      | 6      |
| Dsq. | 9  | Mika Häkkinen         | McLaren-Mercedes  | 44    | Disqualifié                        | 5      |        |
| 3    | 4  | Heinz-Harald Frentzen | Williams-Renault  | 44    | + 32 s 147                         | 7      | 4      |
| 4    | 16 | Johnny Herbert        | Sauber-Petronas   | 44    | + 39 s 025                         | 11     | 3      |
| 5    | 3  | Jacques Villeneuve    | Williams-Renault  | 44    | + 42 s 103                         | 1      | 2      |
| 6    | 8  | Gerhard Berger        | Benetton-Renault  | 44    | + 1 min 03 s 741                   | 15     | 1      |
| 7    | 2  | Pedro Diniz           | Arrows-Yamaha     | 44    | + 1 min 25 s 931                   | 8      |        |
| 8    | 7  | Jean Alesi            | Benetton-Renault  | 44    | + 1 min 42 s 008                   | 2      |        |
| 9    | 17 | Gianni Morbidelli     | Sauber-Petronas   | 44    | + 1 min 42 s 582                   | 13     |        |
| 10   | 6  | Eddie Irvine          | Ferrari           | 43    | Collision                          | 17     |        |
| 11   | 19 | Mika Salo             | Tyrrell-Ford      | 43    | + 1 tour                           | 19     |        |
| 12   | 23 | Jan Magnussen         | Stewart-Ford      | 43    | + 1 tour                           | 18     |        |
| 13   | 1  | Damon Hill            | Arrows-Yamaha     | 42    | Roue                               | 9      |        |
| 14   | 20 | Ukyo Katayama         | Minardi-Hart      | 42    | Moteur                             | 20     |        |
| 15   | 14 | Jarno Trulli          | Prost-Mugen-Honda | 42    | + 2 tours                          | 14     |        |
| Abd. | 18 | Jos Verstappen        | Tyrrell-Ford      | 25    | Sortie de piste                    | 21     |        |
| Abd. | 11 | Ralf Schumacher       | Jordan-Peugeot    | 21    | Sortie de piste                    | 6      |        |
| Abd. | 10 | David Coulthard       | McLaren-Mercedes  | 19    | Sortie de piste                    | 10     |        |
| Abd. | 21 | Tarso Marques         | Minardi-Hart      | 18    | Sortie de piste                    | 22     |        |
| Abd. | 22 | Rubens Barrichello    | Stewart-Ford      | 8     | Collision                          | 12     |        |
| Abd. | 15 | Shinji Nakano         | Prost-Mugen-Honda | 5     | Panne électrique                   | 16     |        |

## Pole position et record du tour
- Pole position : Jacques Villeneuve en 1 min 49 s 450 (vitesse moyenne : 229,157 km/h).
- Meilleur tour en course : Jacques Villeneuve en 1 min 52 s 692 au 43e tour (vitesse moyenne : 222,564 km/h).

## Tours en tête
- Jacques Villeneuve : 4 (1-4)
- Michael Schumacher : 40 (5-44)

## Statistiques
- 26e victoire pour Michael Schumacher.
- 112e victoire pour Ferrari en tant que constructeur.
- 112e victoire pour Ferrari en tant que motoriste.
- Mika Häkkinen est disqualifié après la course à la suite de l'utilisation d'essence non conforme.
- La course a commencé derrière la voiture de sécurité en raison de conditions météorologiques défavorables.